# Samuel Dumoulin
Samuel Dumoulin (Vénissieux, Ródano, 20 de agosto de 1980) es un ciclista francés que debutó como profesional en el año 2002 en las filas del equipo Jean Delatour. Gran parte de su carrera la pasó en el equipo Ag2r La Mondiale.
En mayo de 2019 anunció su retirada como ciclista profesional al término de la temporada. En 2020 se convirtió en director deportivo del B&B Hotels-Vital Concept.

## Palmarés
| 2001 - 1 etapa del Tour de l'Ain 2002 - G. P. d´Armorique - 1 etapa del Tour del Porvenir 2003 - Tour de Normandía - Tro Bro Leon - 2 etapas del Tour del Porvenir 2004 - Tro Bro Leon 2005 - 1 etapa de la Dauphiné Libéré - 1 etapa del Tour de Limousin 2006 - Route Adélie 2008 - 1 etapa del Circuito de la Sarthe - 1 etapa de la Tour de Francia - 2 etapas del Tour de Poitou-Charentes 2009 - 1 etapa del Tour de Limousin 2010 - 1 etapa de la Tropicale Amissa Bongo - Estrella de Bessèges, más 1 etapa - Gran Premio dell'Insubria - 1 etapa de la Volta a Catalunya - 1 etapa del Circuito de la Sarthe | 2011 - 1 etapa de la Estrella de Bessèges - 1 etapa del Tour de Haut-Var - 2 etapas de la Volta a Cataluña - París-Corrèze, más 1 etapa 2012 - Gran Premio Ciclista la Marsellesa - Copa de Francia (ver nota) 2013 - 1 etapa de la Estrella de Bessèges - Gran Premio de Plumelec-Morbihan - Copa de Francia (ver nota) 2015 - La Drôme Classic 2016 - La Roue Tourangelle - Gran Premio de Plumelec-Morbihan - Boucles de l'Aulne - Tour de Doubs - Copa de Francia (ver nota) 2017 - 1 etapa del Tour de Haut-Var |

## Resultados en Grandes Vueltas y Campeonatos del Mundo
| Carrera         | Carrera         | 2002 | 2003  | 2004 | 2005  | 2006  | 2007 | 2008  | 2009  | 2010  | 2011  | 2012  | 2013  | 2014 | 2015 | 2016  | 2017 | 2018 | 2019 |
| --------------- | --------------- | ---- | ----- | ---- | ----- | ----- | ---- | ----- | ----- | ----- | ----- | ----- | ----- | ---- | ---- | ----- | ---- | ---- | ---- |
|                 | Giro de Italia  | —    | —     | —    | —     | —     | —    | —     | —     | —     | —     | —     | —     | —    | —    | —     | —    | —    | —    |
|                 | Tour de Francia | —    | 141.º | Ab.  | 114.º | 118.º | —    | 111.º | 139.º | Ab.   | 162.º | 107.º | 143.º | 90.º | —    | 130.º | —    | —    | —    |
|                 | Vuelta a España | —    | —     | —    | —     | —     | —    | —     | —     | 124.º | —     | —     | —     | —    | —    | —     | —    | —    | —    |
| Mundial en Ruta | Mundial en Ruta | —    | Ab.   | —    | —     | Ab.   | —    | —     | —     | —     | 172.º | —     | —     | —    | —    | —     | —    | —    | —    |

—: no participa

Ab.: abandono

## Equipos
- Jean Delatour (2002-2003)
- Ag2r Prévoyance (2004-2007)
- Cofidis (2008-2012)
  - Cofidis, le Crédit Par Téléphone (2008)
  - Cofidis, le Crédit en Ligne (2009-2012)
- Ag2r La Mondiale (2013-2019)